# خوان إنريك فايفس سيسيليا
خوان إنريك فايفس سيسيليا (بالإسبانية: Joan Enric Vives i Sicilia) (24 يوليو عام 1949) هو أسقف أورغل الحالي (أبرشية رومانية كاثوليكية) وكذلك أمير أندورا إلى جانب الرئيس الفرنسي.
ولد خوان سيسيليا في عام 1949 بمدينة برشلونة، وكان ثالث أبناء فايفس آي بونس وزوجته كورنيليا سيسيليا إيبانيز، وهما تاجران بسيطان. دخل المعهد الديني في عام 1965، ودرس فيه العلوم الإنسانية والفلسفية واللاهوتية. عُيِّن خوان في عام 1974 قسيساً في أبرشية سانتا ماريا دل تاولات دي برشلونة، ثم نُصِّب أسقفاً مساعداً في برشلونة وأسقفاً شرفياً في نونا عام 1993، ثم عينه البابا يوحنا بولس الثاني أسقف مساعد في أورغل عام 2001، وفي 12 من مايو عام 2003 أصبح خوان أسقف أورغل عقب استقالة سلفه خوان مارتي آي ألانس، وأصبح بذلك أمير أندورا. في العاشر من يوليو عام 2003 أدى خوان سيسيليا القسم الدستوري لأمير أندورا في أندورا لا فيلا. وقد منحه تكريماً له البابا بندكت السادس عشر لقب رئيس الأساقفة في شهر مارس عام 2010.

## التكريم
- تلقى تكريم الصليب الكبير من تنظيم المسيح البرتغالي عام 2010.[4]